# Wurzel (Graphentheorie)
Eine Wurzel ist in der Graphentheorie ein Knoten eines Graphen, der besonders ausgezeichnet worden ist. Der Graph mit einer Wurzel wird als Wurzelgraph bezeichnet.

Beispielbaum

Häufige Anwendungen finden Wurzeln bei der Traversierung von Graphen (bspw. mittels Breitensuche oder Tiefensuche). Die Wurzel stellt den Startknoten dar. Das Ergebnis der Graph-Traversierung ist ein Spannbaum.
Bei Wurzelbäumen ist die jeweilige Wurzel derjenige Knoten, von dem aus alle anderen Knoten im Baum erreichbar sind und der selbst von keinem anderen Knoten aus erreichbar ist. Eine Wurzel ist somit der einzige Knoten in einem Baum, der keinen Vorgänger hat. Zeichnet man einen Baum, so ist die Wurzel immer der oberste Knoten des Baumes. Bäume haben in der Informatik immer genau eine Wurzel. Zerlegt man den ursprünglichen Baum in mehrere Teilbäume, so haben auch die entsprechenden Teilbäume wieder genau eine bestimmte Wurzel. Verallgemeinert man den Begriff der Wurzel auf allgemeine Graphen, so spricht man auch von Quellen.

## Alternative Definition
Ein Knoten ist eine Wurzel genau dann, wenn gilt:
- Alle weiteren Knoten des Graphen sind von diesem Knoten aus erreichbar.
- Der Knoten hat keinen Vorgänger.

## Beispiel
- Die Wurzel des Beispielbaumes hat die Marke 1.
- Die Wurzel des Teilbaumes, der aus den Knoten 5, 9 und 10 besteht, hat die Marke 5.
- Die Wurzel des Teilbaumes, der nur aus dem Knoten 12 besteht, hat die Marke 12.